# Magí Marcé i Segarra
Magí Marcé i Segarra (Vilanova i la Geltrú, 29 d'abril de 1880 - Sabadell, 3 de febrer de 1967) fou un polític català i alcalde de Sabadell.

## Biografia
Va estudiar als Escolapis i a l'Escola d'Arts i Oficis de Vilanova i als 12 anys el seu pare el portà a Sabadell per fer d'aprenent de manyà. Començà treballant en un petit taller metal·lúrgic i després als que serien Tallers Desveus. Format en l'ideari anarcosindicalista, sota el mestratge de Piotr Kropotkin, Elisée Reclus i Ferrer i Guàrdia, va ser company de militància de Teresa Claramunt, Angel Pestaña, Salvador Seguí, Francesc Layret, Joan Peiró i molts d'altres.
Després de la Setmana Tràgica de 1909, Marcé decidí anar-se'n a París i s'hi estigué dos anys. Quan tornà a Sabadell, deixà l'ofici de manyà i es dedicà un temps a la venda ambulant de cafè a domicili fins que traspassà el negoci al seu nebot del Cafè Líric. Aleshores Marcé arrendà el cafè El Diluvio –a la cruïlla de la carretera de Barcelona i la de Rubí–, que era centre de trobada de gent d'esquerres i va ser refugi estratègic durant els fets de l'Obrera de 1917, i el va regentar durant molts anys. Fins i tot va llogar una part de l'immoble al Bloc Obrer i Camperol quan s'acabava de constituir. En representació del Círcol Republicà Federal (CRF), l'1 de febrer de 1934 va ser nomenat alcalde per unanimitat del consistori, amb un equip de govern que, a part del CRF, era format per gent d'ERC i un representant de la USC. Va ser la primera vegada que una dona, Fidela Renom pel CRF, assolia una regidoria municipal. Però aquest consistori va durar poc, perquè com a conseqüència dels fets d'Octubre del 1934 fou suspès de les seves funcions per l'autoritat militar. Després del triomf de les esquerres a les eleccions del 16 de febrer de 1936, Marcé tornà a l'alcaldia, però a penes passats tres mesos demanà de ser rellevat del càrrec per motius de salut i el substituí Joan Miralles. El gener de 1939, Marcé s'exilià a França. Va tornar el 1940, per insistència de l'alcalde Josep M. Marcet, que avalava el seu retorn, perquè durant la guerra havia acollit i protegit a casa seva diverses persones que eren objecte de persecució per les seves creences.